# Villarreal CF
Villarreal Club de Fútbol je španski nogometni klub iz mesta Vila-real. Ustanovljen je bil 10. marca 1923 in trenutno igra v La Ligi, 1. španski nogometni ligi.
Na domačih tleh je bil Villarreal enkrat podprvak (2007/08) La lige, podprvak druge lige (2012/13), dvakratni podprvak druge B lige (1987/88, 1991/92]] ter enkratni prvak tretje lige (1970). V evropskih tekmovanjih pa je bil dvakratni udeleženec Lige prvakov (2005/06, 2007/08), petkratni udeleženec Evropske lige (2006/07, 2009/10, 2010/11, 2014/15, 2015/16) in dvakratni prvak Pokala Intertoto (2003, 2004). Največji uspeh Villarreala v Ligi prvakov je bil prav v debitantski sezoni, ko je prišel do polfinala, kjer pa ga je izločil angleški Arsenal.
Villarrealov domači stadion je Estadio de la Cerámica, ki sprejme 24.890 gledalcev. Barva dresov je rumena. Nadimek nogometašev pa je El Submarino Amarillo (Rumena Podmornica).

## Rivalstvo
Villarreal ima rivalstvo s Castellónom in Valencio. Prvi zaradi geografskih razlogov, saj sta oba kluba iz province Castellón; drugi pa zaradi dejstva, da sta skupaj najbolj uspešna nogometna kluba v Valencijski skupnosti. Dvoboji med Villarrealom in Valencio se imenujejo Derby de la Comunitat

## Zanimivost
Nadimek Rumena Podmornica je klub dobil po rumenih dresih ter po dejstvu, da je z ekipo nizkega profila v zadnjem desetletju izzval večje klube, kot so Barcelona, Real Madrid in Valencia na napad na lovorike. Zaradi uspehov v zadnjem obdobju je bil Villarreal označen za majhen, a uspešen klub.